# Джеймс Гаррінгтон (автор)
Джеймс Гаррінгтон (або Харрінгтон ) (3 січня 1611 — 11 вересня 1677) — англійський теоретик  класичного республіканізму.  Найбільш відомий своєю суперечливою публікацією «Співдружність Океани» (1656). Ця робота була викладом ідеальної конституції, утопії, покликаної сприяти розвитку англійської республіки, встановленої після царевбивства, тобто після страти Карла I у 1649 році.

## Ранні роки
Гаррінгтон народився в 1611 році в Аптоні, графство Нортгемптоншир, як старший син сера Сапкота Гаррінгтона з Ренда, графство Лінкольншир, який помер у 1630 році, та його першої дружини Джейн Семвелл з Аптона, дочки сера Вільяма Семвелла. 
Відомостей про дитинство та ранню освіту Гаррінгтона мало, хоча він, очевидно, проводив час і в Мілтон Малсор, і в сімейному маєтку в Ренді. У 1629 році він вступив до   як джентльмен із простолюдинів, а через два роки покинув його, не отримавши диплому. 
Коли батько Харрінгтона помер, і його спадщина допомогла йому заплатити за кілька років континентальних подорожей. 
1641–42 та 1645 роках він надавав фінансову допомогу парламенту, надаючи позики та, можливо, також збираючи гроші від імені парламенту в Лінкольнширі. Проте приблизно в той же час він діяв як «агент» Чарльза Луї , принца-курфюрста Пфальцького, який був племінником Карла I і чий брат принц Руперт очолював війська роялістів у громадянській війні в Англії. Чарльз Луї та його мати оголосили про свою підтримку парламенту в 1642 році.
Очевидна політична лояльність Харрінгтона до парламенту не заважала сильній особистій відданості королю. Після захоплення Карла I Гаррінгтон супроводжував «комісію» членів парламенту, призначену супроводжувати Карла в переїзді з Ньюкасла до Холденбі-Хауса (Холмбі), після того, як він був відданий шотландцями, які захопили його. Двоюрідний брат Гаррінгтона, сер Джеймс Гаррінгтон, був одним із уповноважених, що, можливо, пояснює, чому майбутній автор «Океани» був одним із тих, хто супроводжував короля під час подорожі.  Однак, перебуваючи в замку Херст, Гаррінгтон вступив у дискусію з губернатором та різними армійськими офіцерами, під час якої він висловив свою підтримку позиції короля щодо Ньюпортського договору , що призвело до його звільнення. 

## Oceana
Після звільнення Гаррінгтон, ймовірно, присвятив свій час написанню «Співдружності Океани». За наказом тодішнього лорда-протектора Англії Олівера Кромвеля його вилучили . Харінгтон, однак, зумів заручитися прихильністю улюбленої дочки Кромвеля, Елізабет Клейпол. Робота була відновлена  і з'явилася в 1656 році, з написом присвячена Кромвелю.  Погляди, втілені в Oceana, особливо ті, що стосуються голосування шляхом голосування та ротації магістратів і законодавців, Гаррінгтон та інші (які в 1659 році створили клуб під назвою « Rota ») намагалися реалізувати в тодішній Британії але без успіху